# Lennie Kristensen
Lennie Kristensen est un coureur cycliste danois né le 16 mai 1968 à Silkeborg. Il  évolue notamment au sein de l'équipe CSC au début des années 2000. Spécialiste du VTT et de la route, il est champion d'Europe de cross-country en 1997.

## Palmarès sur route
- 1989
  - 2e du championnat du Danemark sur route amateur
- 1990
  - 3e du championnat du Danemark du contre-la-montre amateur
- 1998
  - Grand Prix de Peymeinade
- 1999
  - 1re étape a du Tour de Langkawi
- 2000
  - 4e étape du Tour de Normandie
  - 3e du championnat du Danemark du contre-la-montre par équipe
- 2002
  - 2e du Grand Prix de Wallonie
  - 2e du Tour de la Hainleite
  - 2e du championnat du Danemark du contre-la-montre
- 2003
  - 2e du Tour Down Under

## Palmarès en VTT
- 1992
  -  Champion du Danemark de cross-country
- 1994
  - 3e du championnat du Danemark de cross-country
- 1996
  - 3e du championnat du Danemark de cross-country
- 1997
  -  Champion d'Europe de cross-country
  - 2e du championnat du Danemark de cross-country
- 1999
  - 3e du championnat du Danemark de cross-country

## Palmarès sur piste
- 1985
  - 2e du championnat du Danemark de poursuite par équipes juniors
  - 3e du championnat du Danemark de course aux points juniors
- 1986
  -  Champion du Danemark de poursuite par équipes juniors (avec Jimmi Madsen, Henrik Hammel et Ronny Lerche)
  - 2e du championnat du Danemark de course aux points juniors

## Palmarès en cyclo-cross
- 1985
  - 2e du championnat du Danemark de cyclo-cross juniors
- 1986
  - 3e du championnat du Danemark de cyclo-cross juniors